# Stigmella resplendensella
Stigmella resplendensella là một loài bướm đêm thuộc họ Nepticulidae. Nó được tìm thấy ở Bắc Mỹ, bao gồm Kentucky.
Sải cánh dài khoảng 6 mm.
Ấu trùng ăn Celtis occidentalis.Chúng ăn lá nơi chúng làm tổ.